# Floorball-Bundesliga Österreich 2009/10
Die 9. österreichische Floorball-Staatsmeisterschaft auf dem Großfeld der Herren begann am 19. September 2009. Titelverteidiger war der VSV Unihockey, der in fünf Finalspielen gegen TVZ Wikings Zell am See den Titel erringen konnte.

## Teilnehmer
- VSV Unihockey
- TVZ Wikings Zell am See
- SU Wiener FV
- KAC Floorball
- UHC Linz
- IBC Leoben
- IC Graz
- Bulldogs Bruck

## Modus
Die Vorrunde zur österreichischen Herren(Großfeld)-Staatsmeisterschaft wurde in einer einfachen Vor- und Rückrunde ausgespielt. Die besten vier Mannschaften des Grunddurchgangs ermittelten in einer "Best of 3"-Serie die Finalisten. Das Finale wurde in einem "Best of 5"-Modus ausgespielt.
| Pl. | Verein                  | Sp. | S  | U   | N  | Diff. | Pkt. |
| --- | ----------------------- | --- | -- | --- | -- | ----- | ---- |
| 01. | TVZ Wikings Zell am See | 14  | 14 | 0   | 0  | +075  | 28   |
| 02. | VSV Unihockey           | 14  | 11 | 02  | 01 | +090  | 23   |
| 03. | KAC Floorball           | 14  | 5  | 04  | 05 | −015  | 15   |
| 04. | UHC Linz                | 14  | 6  | 06  | 02 | +02   | 14   |
| 05. | Bulldogs Bruck          | 14  | 5  | 06  | 03 | −019  | 13   |
| 06. | SU Wiener FV            | 14  | 4  | 09  | 01 | −011  | 9    |
| 07. | IC Graz                 | 14  | 2  | 010 | 02 | −046  | 6    |
| 08. | IBC Leoben              | 14  | 2  | 012 | 0  | −076  | 4    |

## Play-offs – Halbfinale
- UHC Linz – TVZ Wikings Zell am See  1:10 (0:2, 1:4, 0:4) am 14. März 2010
- KAC Floorball – VSV Unihockey  2:8 (1:2, 0:4, 1:2) am 14. März 2010
- TVZ Wikings Zell am See – UHC Linz  7:4 (1:1, 5:1, 1:2) am 20. März 2010
- VSV Unihockey – KAC Floorball  8:3 (3:0, 3:0, 2:3) am 20. März 2010

## Finale
- 1. Spiel: TVZ Wikings Zell am See – VSV Unihockey  5:4 (2:1, 1:0, 2:3) am 27. März 2010
- 2. Spiel: TVZ Wikings Zell am See – VSV Unihockey  4:2 (1:1, 3:1, 0:0) am 28. März 2010
- 3. Spiel: VSV Unihockey – TVZ Wikings Zell am See  5:4 (2:2, 0:1, 3:1) am 10. April 2010
- 4. Spiel: VSV Unihockey – TVZ Wikings Zell am See  4:3 (0:2, 2:1, 2:0) am 11. April 2010
- 5. Spiel: TVZ Wikings Zell am See – VSV Unihockey  6:7 (2:1, 2:2, 2:3; 0:1) am 17. April 2010

VSV Unihockey mit 3:2 Siegen Österreichischer Herren-Floorball-Staatsmeister 2010.